# 首領の道
『首領の道』（ドンのみち）は、原作：観月壌、作画：土山しげるによる日本の漫画作品である。『週刊漫画ゴラク』（日本文芸社）で1998年8月から1999年3月までの期間において連載された。話数は全29話。単行本は同社ニチブンコミックスより全3巻。小沢仁志主演で実写映像化され、2011年から2015年にかけてリリースされた。

## ストーリー
主人公の連城恭次は極道の家に生まれ育つが、堅気の道に進み広告会社で働く。しかし裏切りと策謀が渦巻く業界に嫌気が差していた頃、兄が狩野組初代総長・狩野誠蔵を射殺して自殺し、父親も詰め腹を切らされて変死する。恭次は実家を継いで三代目組長となり、兄の行為にある裏を探り、それが若槻による教唆と知って怒りに燃え、復讐を誓う。しかし若槻は連城組の殲滅を図って急襲をかけ、辛くも生き延びた恭次は佐伯と2人で若槻組の縄張りに潜伏し、報復の機会を窺う。そして若槻組傘下のホテトルやカジノに乗り込んでゆく。

## 登場人物
連城 恭次
本作の主人公。連城組三代目組長。少年時代は喧嘩に明け暮れるが、兄の教えに従い堅気となる。しかし兄や父親が死んだため、極道の世界に自ら身を投じて兄と父親の命を奪った若槻への復讐に全てを賭ける。
連城 浩一
恭次の兄。連城組若頭として衰退した組を立て直そうとするが、若槻の罠により殺された。
連城 惣一
恭次・浩一の父親。連城組二代目組長。大組織の傘下に入らず独立を貫いてきた昔気質の侠客。浩一が犯した罪の責任を取らされて死去。
祐子
若槻組系のヤクザの女だったが、不誠実な情夫に翻弄されるのに疲れ、情夫を殺して恭次に味方し、便宜を図る。
佐伯 武雄
連城組組員。惣一の代から組を支える。忠義に厚く、侠気溢れる男。
若槻 龍二
日本最大の広域暴力団・狩野組系若槻組組長。欲しい物を手に入れるためならば手段を選ばぬ欲深い男で、本家のトップの座を狙って甘言を弄して浩一に狩野総長を殺害させた。
趙 文春
表の顔は新宿で50年間、中華食堂を営んでいる台湾人。
権堂 譲也
若槻組系宮地組若頭。高額の賞金が賭けられた恭次の命を狙う。
狩野 誠蔵
日本最大の広域暴力団・狩野組初代総長。若槻の罠で、浩一に射殺された。

## 書誌情報
- 原作：観月壌、作画：土山しげる 『首領の道』 日本文芸社〈ニチブンコミックス〉、全3巻
  1. 1999年1月発売 ISBN 4-537-09825-2
  2. 1999年4月発売 ISBN 4-537-09843-0
  3. 1999年5月発売 ISBN 4-537-09847-3

## オリジナルビデオ
- 首領の道（2011年12月 - 2015年3月）DVD全15巻。監督：辻裕之、主演：小沢仁志。続編として同じく小沢仁志主演で『首領の道 Season2』（2015年10月・2016年1月）がDVD全2巻発売された。

### 首領の道

#### キャスト
連城組（横浜）
- 二代目連城組組長 連城惣一：岡崎二朗（1・15）
- 二代目連城組若頭 連城浩一(二代目の長男)：哀川翔（1） / (若き日の蓮城浩一)∶ 水元秀二郎（14・15）
- 連城浩一の兄弟分：白竜（1）
- 三代目連城組組長 連城恭次(二代目の次男、ハマの狂犬)：小沢仁志（1-15）

- 二代目連城組舎弟頭 佐伯武雄：中野英雄（1-5）
- 二代目連城組組員 岩元英雄：山本修（1）
- 二代目連城組組員→三代目連城組若頭 大河原タケシ：倉見誠（1-12）
- 二代目連城組組員：宮崎貴久（1）（二役）
- 二代目連城組組員 ヒノ：清水ヨシト（1・2）
- 二代目連城組組員 カミヤ：BOBBY
- 三代目連城組組員 ツルマキ：結城友和(6) / 笹川大輔（12）（※複数役）
- 三代目連城組組員 神谷：宮崎貴久（7）（二役）
- 恭次のボディガード 川上(元・自衛隊員)：江戸川卍丸（8-15）
- 恭次のボディガード 古谷和宏(半グレ)：Koji（8・9・10）（二役）
- 二代目連城組若頭 赤松：松澤仁晶（14・15）
- 二代目連城組組員 カンバラ：奈良坂篤（14・15）

狩野組（日本最大の広域暴力団）
- 初代狩野組総長 狩野誠蔵：藤原喜明（1）
- 狩野組四天王 若槻組組長 若槻龍二：加納竜（1・2）
- 狩野組四天王 近正組組長 ：御木裕（1-3）
- 狩野組四天王 丸池組組長 ：野口雅弘（1-4）
- 狩野組四天王 三田一家総長 ：殺陣剛太（1-5）
- 狩野組若槻組組員 鬼頭：木村圭作（1）
- 狩野組若槻組組員 黒田：城明男（1-7）
- 狩野組若槻組組員 権堂譲也：松田優（1・2）
- 狩野組若槻組組員 タチバナ(連城浩一の兄弟分)：山中猛（1）
- 狩野組若槻組組員：笹川大輔（1）（※複数役）
- 狩野組若槻組組員：森本武晴（1）
- 狩野組若槻組組員：木村木（2）
- 若槻組児島会会長：河本タダオ（2）
- 若槻組児島会組員 フワ：大久保貴光（2）
- デリヘル店従業員 サメズ(若槻組児島会)：猪瀬孔明（2）
- デリヘル店従業員 松原健(若槻組児島会)：Koji（2）（二役）
- 若槻組児島会組員 ハラグチ：オンリー吉川（2）
- 狩野組三田一家舎弟：永倉大輔（3-）
- 狩野組 狩野勝利(初代狩野組総長狩野誠蔵の実子)：波岡一喜（3-5）
- 狩野組鶴川組組長 ユザワジュンヤ：森羅万象（3-5）
- 狩野組 サダオカタダナリ：諏訪太朗（3-7）
- 狩野組大港連合総長 東春好：奈良坂篤（3-7）
- 狩野組近正会若頭 古野：飛野悟志（3・4）
- 狩野組丸池組組員 柴ケンジロウ：HIDE（4・12）
- 狩野組鶴川組若頭 室賀(→連城組若頭補佐→連城組若頭 8-15)：舘昌美（5-15）
- 狩野組鶴川組組員 鎌田英志(→連城組 8-15)：高原知秀（5-15）

丑寅一家（平塚）
- 丑寅一家総長 丑寅二郎(連城組二代目の兄弟分)：古井榮一（1）
- 丑寅一家若頭 加藤：江原シュウ（1）

関東友侠会
- 東和総業総長 高木レイホウ：千葉真一（6-9）
- 秤屋一家総長：清水宏（8）
- トミナガ：葵好次郎（8）
- 東和総業高木総長の娘：亜紗美（8）

関西 山邑会
- 六代目山邑会会長 津野田：菅田俊（12-15）
- 六代目山邑会系早見組組長 ：石橋保（6-15）
- 地獄の三兄弟：高山善廣（14・15）

警察
- 刑事：宮川浩明（1）
- 制服警官：金時むすこ（1）
- 刑事：中野裕斗（6・7）
- 原口刑事：蝶野正洋（9）
- 石原(元・自衛隊 隊長)：千葉誠樹（12-15）

その他
- 元・帝国ビル会長 アイザワキミノリ：堀田眞三（1-5）
- 広告代理店 恭次の上司：岡田謙（1）
- ユウコ(若槻組児島会サメズの女)：本城さゆり（2）
- キヨシ(丸池組傘下の闇金「ニトロ商会」)：笹川大輔（4）（※複数役）
- AIEグループ 桃川：松山鷹志（6-）
- 有森秀治：松澤仁晶（6・7）
- カナコ(連城恭次の女)：穂花（8・9・10）
- アシュラ：？（10）
- アシュラの仲間：SHU（10）
- 僧：今井雅之（10）
- 礼子：嘉門洋子（11-15）
- カナコの母：滝本ゆに(11)
- フナモリ(元・狩野組丸池組組員)：中澤達也（12）
- 衆議院議員 高井和正(友民党)：野口雅弘（12-15）
- 防衛大臣 曽根康晴(友民党)：諏訪太朗（12-15）（※二役）

#### スタッフ
- 監督：辻裕之
- 製作：スターコーポレーション21(1・2)→オールイン エンタテインメント(3-5)→アドバンス(6-15)
- 製作協力：田邉清和(1・2)
- 企画：山本ほうゆう
- 原作：『首領の道』作：観月壌、画：土山しげる（日本文芸社 刊）
- プロデューサー：渋谷正一・山本芳久
- 脚本：辻裕之・本多幹祐(1・2)→林克美(3-5)→辻裕之(6-15)
- 撮影：小山田勝治(1・2)→下元哲(3-7)→小山田勝治(8-11)→下元哲・田宮健彦(12・13)→小山田勝治(14・15)
- 録音：山口勉(1-5)→功刀康久(6・7)→西垣太郎(8)→池田知久(9)→功刀康久(10・11)→山口勉(12・13)→飴田秀彦(14・15)
- 編集：小川幸一
- 選曲効果：藤本淳(1-11)
- 音響効果：藤本淳(12-15)
- 美術：中谷暢宏(1-5)→大島政幸(6・7)→中谷暢宏
- 装飾：大島政幸(3-5)
- 助監督：村田啓一郎(1-5)→金克(6・7)→小島正道(12・13)→山鹿孝起(14・15)
- ガンエフェクト：浅生マサヒロ
- 車輌：平井利信・中山裕介(3-5)→高崎ロケーションサービス(6・7)→平井利信・板橋登志行(9)→平井利信
- 衣裳協力：BBCO(1-15)、Omerta(1・2)、GARNI(14)
- 協力：アトリエ羅夢(6・7)
- 制作協力：アスプロスドラーゴ
- 制作：メディア・ワークス
- 発売元：スターコーポレーション21(1・2)→オールイン エンタテインメント(3-5)→アドバンス(6-15)
- 販売元：オールイン エンタテインメント

#### DVDリリース
| タイトル        | ジャケットコピー                                      | 発売日     |
| --------------- | ----------------------------------------------------- | ---------- |
| 首領の道        | 堅気は終わり 俺は極道の道をゆく                       | 2011/12/25 |
| 首領の道2       | 眠らせていた”侠ノ魂”──今、覚醒す!!                    | 2012/02/25 |
| 首領の道3       | ”極道の牙”剥き出しに! 喰い千切るまで離さない!!        | 2012/05/25 |
| 首領の道4       | 侠が見るは、”極道の果て” 一点突破!突き進むのみ!!      | 2012/08/25 |
| 首領の道5       | 親と仲間(とも)の屍越えて── 果てしなく続く侠鬼の道!!   | 2012/11/25 |
| 首領の道6       | 侠気の眼光研ぎ澄ませ、さらなる高みへ昇る時!!          | 2013/02/25 |
| 首領の道7       | 己の魂、散りゆくまで侠が侠華咲かす時!!                | 2013/05/25 |
| 首領の道8       | 激突する、侠の意地(ロマン)──!                         | 2013/08/25 |
| 首領の道9       | 侠の意地(プライド)は何者にも屈しない!                 | 2013/11/25 |
| 首領の道10      | 侠なら誰しもいずれ阿修羅と戦わなくてはならない・・・! | 2014/02/25 |
| 首領の道11      | 愛を殺した侠は、ただ仁義(かなしみ)に生きるのみ。      | 2014/06/25 |
| 首領の道12      | 国家権力VS極道──。日本列島を揺るがす抗争勃発!!        | 2014/08/25 |
| 首領の道13      | 幾多の死が、遂に獅子を目覚めさせる                    | 2014/10/25 |
| 首領の道14      | 国家規模の戦いが始まる──                              | 2015/01/25 |
| 首領の道 完結編 | これが運命(さだめ)ならば、俺は受け入れて死ぬのみ──    | 2015/03/25 |

### 首領の道 Season2
アメリカから10年ぶりに帰国した安藤彬(小沢仁志)が空港に降り立つところから物語が始まる。

#### キャスト
- 安藤彬(→錦絲会若頭)：小沢仁志

三島組（元・七代目山邑会二次団体）
- 三島組組長 三島秀喜(元・七代目山邑会山邑会執行部)：永澤俊矢
- 三島組糸田組組長 糸田純一郎(元・七代目山邑会山邑会執行部)→錦絲会会長：不破万作
- 三島組若頭 須賀祐介→二代目三島組組長：天川真澄
- 三島組組員 金子一生：木庭博光（1）
- 三島組組員 村松良和：伊東篤志
- 帆刈忠久(三島秀喜の道場の空手家)：SHU
- 梶木直継(三島秀喜の道場の空手家)：蛯沢康仁

赤心報効連合
- 赤心報効連合総長 熊田成由：吉沢真人（1）
- 赤心報効連合組員 鵜飼英嗣→錦絲会：西守正樹
- 赤心報効連合組員 松川新治→錦絲会：松田ケイジ
- 赤心報効連合組員 仲桜次郎→錦絲会：若林亮

その他
- ケニー白川：大沢樹生
- ヨシノ(錦絲会会長糸田純一郎の兄弟分)：森羅万象（2）

#### スタッフ
- 監督：渋谷正一
- 製作：及川次雄（コンセプトフィルム）
- 営業統括：人見剛史（オールイン エンタテインメント）
- 企画：山本ほうゆう
- 原作：作・観月譲 画・土山しげる（日本文芸社刊）
- 脚本：松平章全
- プロデューサー：小林壽夫 橘慎
- ラインプロデューサー：高橋弘
- 撮影：岩松茂
- 照明：三栗屋博
- 録音：大塚学
- 美術：藤原慎二
- 編集：新妻宏昭
- 音楽・効果：藤本淳
- 助監督：篠崎周馬
- 制作担当：高橋弘
- 衣裳：森山久美
- メイク：椎谷紗也子
- ガンエフェクト：浅生マサヒロ
- スチール：石川登栂子
- 制作協力：ソリッドフィーチャー 、ムービーマジック
- 制作：メディア・ワークス
- 製作・発売元：コンセプトフィルム
- 販売元：オールイン エンタテインメント

#### DVDリリース
| タイトル                | ジャケットコピー                 | 発売日     |
| ----------------------- | -------------------------------- | ---------- |
| 首領の道 Season2 第一章 | 仁義、再び──                     | 2015/10/25 |
| 首領の道 Season2 第二章 | 日本暴力地図に燦然と輝く錦の御旗 | 2016/01/25 |